# Tessa Hulls
Tessa Hulls, född 1984, är en amerikansk bildkonstnär och serieskapare. För sin självbiografiska serieroman Feeding Ghosts: A Graphic Memoir vann hon 2025 års Pulitzerpris i kategorin Memoar eller självbiografi. Boken har även belönats med Anisfield-Wolf Book Award och John Leonard Prize från National Books Critics Circle.

## Biografi

### Bakgrund
Hulls växte upp i norra Kalifornien. Hon har tidigare varit medlem av aktivistgruppen CHOP i Seattle.
Hulls har kinesisk bakgrund genom sin mor, och de två har senare besökt moderns hemland, som del av Hulls' återupptäckande av sina rötter. I slutet av 2024 flyttade Tessa Hulls till Juneau i Alaska, där hon bland annat arbetat i köket i huvudbyggnaden för delstatsadministrationen. Hulls har ägnat stora delar av sitt liv åt resande över sju världsdelar.

### Författande
2025 vann hon Pulitzerpriset, i kategorin Memoar eller självbiografi. Hennes 400 sidor långa Feeding Ghosts: A Graphic Memoir är en serieroman om henne och hennes familj och bakgrund som hon arbetat med i tio års tid. Bland annat beskriver den Hulls mormor Sun Yi, en journalist från Shanghai som 1950 födde Hulls' mor Rose. Familjen flydde sju år senare till Hongkong, från umbäranden på fastlandet, och senare (1970) flyttade både mor och dotter till USA. Även psykisk ohälsa inom familjen spelar stor roll för den självbiografiska berättelsen, som inspirerats av mormoderns politiska memoar från 1957. Pulitzerprisets jury beskrev boken som "ett gripande litterärt konstverk" samt som "en livfull, hjärtskärande resa in i historien som blottlägger den rädsla och det trauma som hemsöker generationer". Boken har även nämnts som "Best Book of the year" av Time, NPR och Publishers Weekly.
Boken, som tar sin utgångspunkt från ett sekel av kinesisk historia, är den andra serieboken som belönats med Pulitzerpriset. Den första var Maus av Art Spiegelman. Inför skapandet av den självbiografiska boken lärde Hulls sig att teckna serier, ett medium som hon tycker lämpar sig väl för att blanda tungt material med en mänsklig och intim känsla. Hulls läste som ung Kalle & Hobbe, men det var Alison Bechdels Fun Home (Husfrid på svenska) som lät henne upptäcka seriemediets möjligheter.
Hulls har även ägnat sig åt medborgarjournalistik. Hon har publicerat essäer i publikationer som The Washington Post, Atlas Obscura, medan hennes serier synts i The Rumpus och City Arts.

### Övriga aktiviteter
Som bildkonstnär har Hulls bland annat ställt ut sin konst på lokala gallerier och utställningsytor i Seattle, där Hulls tidigare bott. Där har hon i flera årtionden varit verksam på den lokala konstscenen.
Trots framgången med sin första bok har Hulls inga planer på en fortsättning. Det långa arbetet med boken gjorde att hon insåg att hon kände sig mer hemma som en konstnär i många uttrycksformer.